# Piazza di Spagna (miniserie televisiva)
Piazza di Spagna è una serie televisiva del 1992, diretta da Florestano Vancini, trasmessa su Canale 5 per cinque puntate.

## Trama
A Roma, nei pressi di Piazza di Spagna si intrecciano le vite di numerosi personaggi.
Annabella, graziosa ragazza di umili origini, lavora come commessa in un negozio di scarpe ma la sua aspirazione è quella di diventare una top model e così per entrare nel circuito della moda si fa aiutare dal fotografo Enrico. Questi però sviluppa nei suoi confronti un'attrazione morbosa, che porterà a conseguenze tragiche. Dai primi contatti con l'alta borghesia, Annabella conosce e si fidanza con Bobby Cascone, rampollo di una famiglia molto ricca appena  trasferitasi a Roma dalla Sicilia.
La contessa Armida De Tolle, potentissima e spregiudicata aristocratica, ha una storia extraconiugale con l'onorevole Eugenio Nasso, un politico molto famoso. Gli intrighi della contessa sono noti a tutti, ma l'ipocrisia regna sovrana nel suo ambiente, così lei continua serenamente a gestire il suo prestigioso salotto nelle vicinanze della piazza. Armida ha inoltre una figlia adolescente, Ginevra, che ha ereditato da sua madre gli stessi modi libertini. La ragazza si innamora di Arnaldo Bandini, un arrampicatore sociale con la fama di playboy, ma sua madre non vede di buon occhio la relazione e tenta di boicottarla.
Nel frattempo la stessa Armida è vittima dei complotti di Erica Cascone, sorella di Bobby, che cerca in ogni modo di elevare il suo status sociale e strappare alla contessa la popolarità nell'ambiente mondano capitolino. Erica intraprende una relazione sessuale con Arnaldo, invaghitosi di lei, ma nel frattempo corteggia spudoratamente anche l'onorevole Nasso, sperando che l'uomo lasci Armida.
Margherita, la madre di Annabella, riprende dopo molti anni i contatti con Claudio, un uomo con cui ha avuto una lunga relazione in passato e che si scoprirà essere il padre di Annabella. Claudio vuole rientrare a pieno titolo nella vita della figlia, che non ha mai potuto conoscere e spera anche di tornare insieme a Margherita.
Intorno a tutti questi personaggi girano le vicende, le macchinazioni e le congiure dell'alta società romana, tanto attraente e rutilante quanto ipocrita e opportunista.